# 肯特堡 (緬因州)
肯特堡（英語：Fort Kent）是一個位於美國緬因州阿魯斯圖克縣的市鎮。

## 人口
根據2020年美國人口普查的數據，肯特堡的面積為142.84平方千米，當中陸地面積為140.30平方千米，而水域面積為2.54平方千米。當地共有人口4087人，而人口密度為每平方千米29人。